# Océan (documentaire)
Pour les articles homonymes, voir Océan (homonymie).
Océan est une web-série documentaire autobiographique du comédien Océan. Pendant la première saison, il s'agit du journal filmé de sa transition, pendant un an. Le scénario est écrit par Océan en collaboration avec Alice Diop.
Une première saison de dix épisodes est diffusée sur le web du 5 mai au 7 juillet 2019 par France.tv Slash, avant sa diffusion sous la forme d'un long métrage en novembre de la même année. La seconde saison est diffusée par France.tv Slash à partir du 17 juin 2021 et la troisième saison à partir du 31 mai 2023.

## Synopsis
Océan, un homme trans d'une quarantaine d'années, commence sa transition, sociale et médicale. Connu dans le milieu lesbien parisien pour sa pièce de théâtre La Lesbienne invisible, on assiste à son évolution. D'un côté, ses relations amicales, amoureuses et familiales, de l'autre, le rythme des rendez-vous médicaux. On assiste à la première injection de testostérone, à ses séances d'orthophonie, et au suivi de sa mastectomie.
La saison 2, intitulée En infiltré·e·s, raconte l'histoire d'Océan exactement deux ans après la fin de la saison 1. De nouvelles questions se posent : comment se passe sa nouvelle vie, depuis qu’il a un « cispassing » ? Qu’a-t-il gagné, perdu ? Comment sa place dans le monde a-t-elle été modifiée ? La seconde saison explore aussi les vécus d'autres personnes trans et intersexes, et des questions plus larges comme le fait d'avoir un enfant, les violences sur les personnes intersexes, le racisme, le handicap, ou la condition des personnes trans en prison.
La saison 3, intitulée Faire Famille, interroge le schéma traditionnel du couple amoureux hétérosexuel. Est-ce que deux meilleurs ou meilleures potes qui vivent sur le même palier peuvent fonder une famille ? Océan et sa meilleure amie Sophie-Marie Larrouy questionnent leur lien d’amitié, leur désir d’enfant et leur capacité à s’engager ensemble, allant à la rencontre de personnes qui ont fait famille « autrement » pour s’en inspirer et inventer leur propre modèle.

## Fiche technique
- Titre : Océan
- Réalisation : Océan
- Scénario : Océan, avec la collaboration d'Alice Diop
- Musique : Thibault Frisoni
- Montage : Erwan Lequere
- Production : Patrick André, Jeremie Woog, Eric Hannezo, Annabella Nezri, Black Dynamite (saison 3), Sara Brucker (saison 3)
- Société de production : High Sea Production, Pampa Production
- Pays de production :  France
- Langue originale : français
- Genre : documentaire
- Durée : 111 minutes
- Dates de début de diffusion :
  - Première saison : 3 mai 2019
  - Deuxième saison : 17 juin 2021
  - Troisième saison : 31 mai 2023
- Date de sortie au cinéma : 12 novembre 2019 (première saison)

## Distribution
- Océan

- Sophie-Marie Larrouy
- Mika Tard
- Deborah Saïag
- Bernard Assouline
- Sandra Enlart
- Johanna Luyssen et Farah
- Anne Cutaia
- Ophélie Mac Coco
- Dr Meryl Toledano
- Dr Catherine Houba
- Sophie Morello
- Charlie et Dali
- Rokhaya Diallo
- Ferdinand Perez
- Sophie Kovess-Brun & Nine Poussot Brun
- Benjamin Gauthier
- Mikaël Chirinian
- Virgil
- Kate et Lorca
- Lisa et Elian
- Darko Saram et Ripley
- Claude et Robert Larrouy
- Véronique et Akram Manry
- Juliet Drouar
- Allan Merlier

## Épisodes

### Saison 1
1. Vers l'Océan
2. Hormone mâle
3. Coming out
4. Comédien
5. Transmission
6. Polyamour
7. Confirmation
8. De l'intime au collectif
9. S'alléger
10. 1 an

### Saison 2
1. Ceci est mon corps
2. Black Lives Matter
3. Travailler plus pour gagner moins
4. La Mamma
5. Intersexuation : histoire de la violence
6. Médecine et grossophobie
7. Fauteuils et paillettes
8. Prison Break (down)
9. La rue est aux femmes
10. Révolution(s) sexuelle(s)
11. Transernité
12. Vive la vie

### Saison 3
1. Tic Tac
2. Sans père et sans reproche
3. Les grands enfants
4. Le renversement
5. Constellation

### Enjeux
Par ce documentaire, Océan pose la question de la représentation des personnes trans dans les médias, qu'il juge très invisibilisées, même au sein de la communauté LGBTQIA+.